# Giacomo Ginotti
Giacomo Ginotti, född den 5 december 1845 i Cravagliana, död den 6 april 1897 i Turin, var en italiensk bildhuggare.

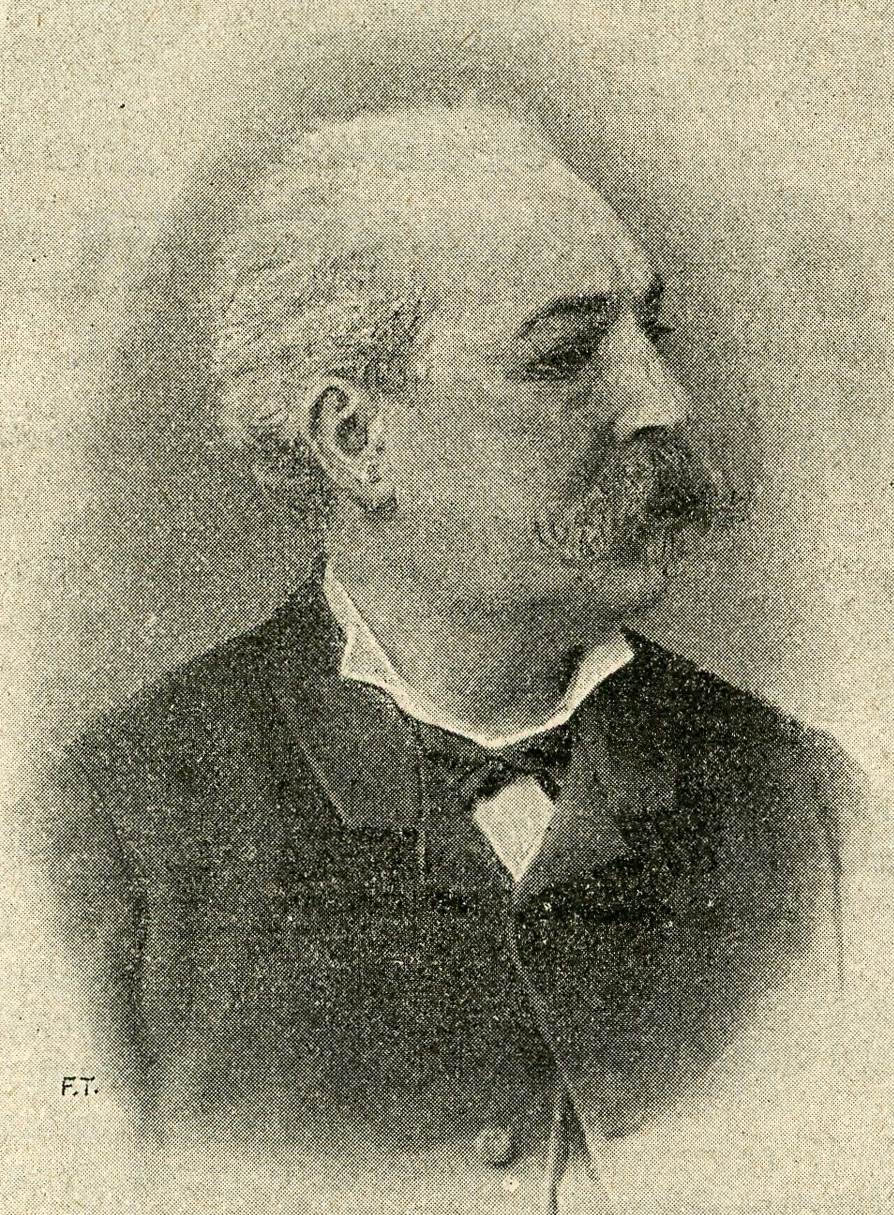
Giacomo Ginotti

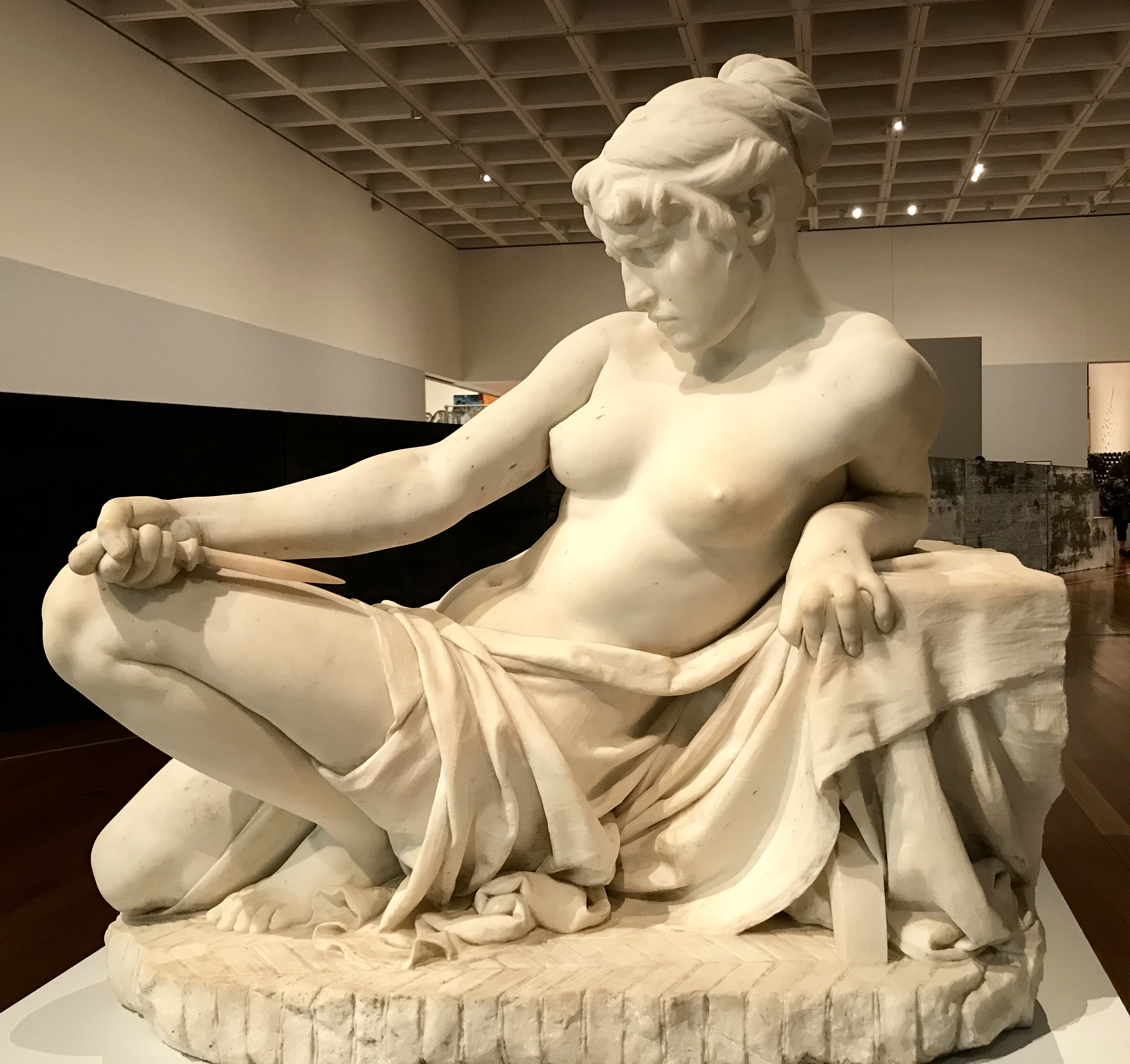
Lucrezia

Han studerade teckningskonsten först i Varallo, men flyttade sedan till Turin, vid vars albertinska akademi han fortsatte sina studier under Vincenzo Velas ledning. Ett av hans första arbeten var statyn Nidia, den blinda i Pompeji, vartill han hämtat ämnet från Bulwers roman. För denna staty erhöll han silvermedalj vid utställningen i Wien. I Rom, där han sedan bosatte sig, utförde han en Slavinna, som bryter sina bojor, ett arbete, som lovordades för det energiska uttrycket och formernas skönhet. Vid Parisutställningen erhöll han en silvermedalj för denna figur, som han sedan på beställning från flera håll kopierade. Hans fantasibyst Petrolösen rönte stor framgång vid expositionen i Milano 1881. Det är en figur med kraftiga konturer och ett hårt uttryck samt framställer en med starka rep bunden kommunardkvinna. En Lucrezia i kroppsstorlek är anmärkningsvärd för det lyckade och originella i kompositionen. Bland Ginottis verk märks även en Euklides, en ung man, som är sysselsatt med läsningen av ett på ett stycke papyrus framställt problem.